# Evening News Association
Fondé au XIXe siècle à Détroit autour du quotidien The Detroit News, dont le premier nom était The Evening News, le groupe Evening News Association réunissait les quotidiens du soir de George G. Booth, mari d'Ellen Scripps (1863 – 1948), la fille de James Edmund Scripps (1835 – 1906).
George G. Booth voulait donner ainsi plus de chances et de quotidiens aux quotidiens dont il l'était le propriétaire ou l'actif soutien. Comme son beau-père, il offrait des crédits et participations en capital aux fondateurs de ces quotidiens, en leur proposant des méthodes de travail communes : prix modéré, neutralité politique, et contenu largement ouvert aux informations internationales. 
George G. Booth prit en 1897 la direction du quotidien The Detroit News, dont il était un cadre dirigeant depuis 1888, puis la présidence du groupe en 1906, à la mort de son beau-père James Edmund Scripps.
En 1914, son frère Ralph Harman Booth (1873-1931) a décidé d'apporter dans la corbeille familiale ses quotidiens, ceux de la "Booth Publishing Company".
L'ENA a acquis le quotidien de Vineland et l'hebdo de Millville, ainsi que l'Atlantic County Record, l'Hammonton News et le Hegg Harbour News. 
Beaucoup plus tard, en 1985, l'Evening News Association sera fusionnée avec le groupe Gannett.